# Grigori Shélijov
Grigori Ivánovich Shélijov (también transliterado como Shelikhov, Shelekov, Shelijov o Shelikof; en ruso, Григорий Иванович Шелихов (Шелехов); Rylsk, gobernación de Bélgorod, hoy óblast de Kursk, 20 de julio de 1747 - Irkutsk, 31 de julio de 1795) fue un marino y comerciante ruso, uno de los primeros colonizadores de la Alaska rusa. 

## Biografía

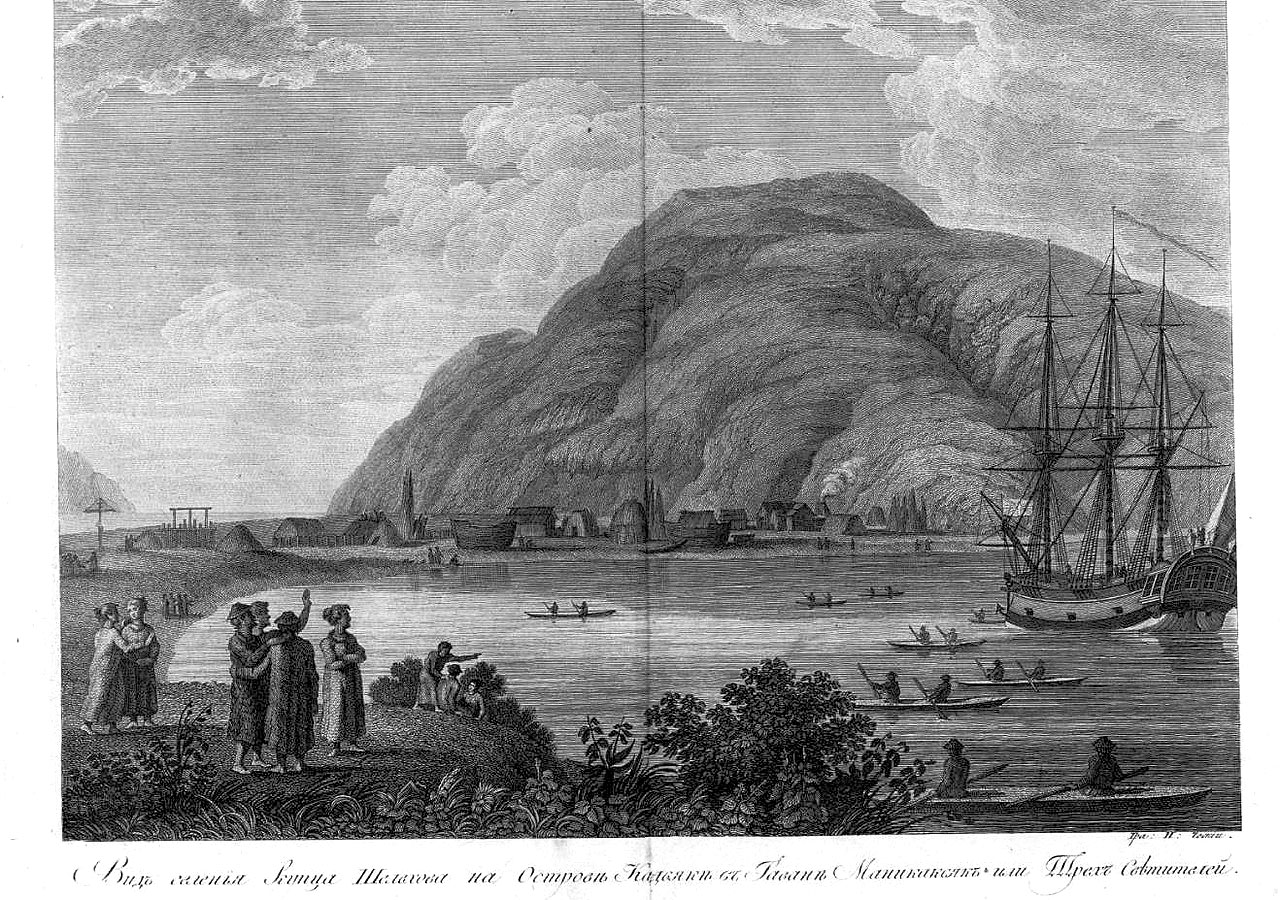
El asentamiento de Grigori Shélijov en la isla Kodiak.

Grigori Shélijov organizó, a partir de 1775, viajes comerciales de buques mercantes a las islas Kuriles y las islas Aleutianas. En 1783-86, dirigió una expedición a las costas de la América rusa. En 1784, Grigori Shélijov, llegó a la bahía de Tres Santos en la isla Kodiak, con dos galeotas Tri Svyatítelya (Tres Santos) y el Sviatói Simón (San Simón).
Los indígenas koniaga, una nación de alutiiqes nativos de Alaska, hostigaron a la expedición de Shélijov, que respondió matando a cientos y tomando de rehenes para hacer someter a los demás, lo que le permitió dominar las islas del archipiélago. Habiendo establecido su autoridad sobre la isla de Kodiak, Shélijov fundó el segundo asentamiento permanente ruso en Alaska (después de Unalaska) en la isla, en la bahía de Tres Santos. 
En 1790, Shélijov volvió a Rusia para asegurarse una carta de monopolio de la caza, dejando como encargado a Aleksandr Baránov, que trasladó en 1792 la colonia a Sankt Pável (en ruso: Санкт Павел), el emplazamiento de la actual Kodiak que se convirtió en el centro ruso de comercio de pieles.
Shélijov fue uno de los fundadores de la Compañía Ruso-Americana, que fue registrada oficialmente en 1799 y que colonizó tempranamente Alaska.

## Reconocimientos
En su honor varios accidentes geográficos llevan su nombre, como:
- el golfo de Shélijov, un gran golfo asiático localizado en la parte nororiental del mar de Ojotsk;
- la bahía de Shélijov (Bujta Shélijova, 50.37N, 155.62E), una pequeña bahía asiática localizado también en el mar de Ojotsk, en la costa noroeste de la isla de Paramushir;
- el estrecho de Shelikof, un estrecho norteamericano localizado entre Alaska y la isla de Kodiak;
- la ciudad rusa de Shélijov, en el óblast de Irkutsk, al oeste del lago Baikal (que contaba con 47.520 hab. en el censo ruso de 2002).

Hay una estatua de Shélijov en su ciudad natal, en Rylsk.